# Tai nạn tàu hỏa Amritsar
Một đoàn tàu chở khách Ấn Độ đâm vào đám đông người ở ngoại ô phía đông của Amritsar, Ấn Độ, ngày 19 tháng 10 năm 2018. Đám đông tụ tập để xem lễ kỷ niệm lễ hội Hindu của Dussehra và đang đứng trên đường ray. Tai nạn xảy ra vào đầu buổi tối, giết chết ít nhất 59 người  và làm bị thương thêm 100 người.

## Tai nạn
Theo cảnh sát địa phương và các phương tiện truyền thông, khán giả đang đứng và ngồi trên hoặc gần các đường mòn trong khu vực   Joda Phatak Joda Phatak   ở ngoại ô Amritsar. Khán giả đang theo dõi việc đốt một con quỷ của quỷ Ravana như một phần của lễ hội Dussehra, khi một chuyến tàu đi lại chạy vào đám đông. Tàu được mô tả là tàu chở khách địa phương nhiều động cơ diesel (DMU) đi về hướng tây từ ga Jalandhar đến Amritsar. Các nhân chứng cho rằng một chuyến tàu khác, dịch vụ Amritsar – Howrah Mail, đã vượt qua vị trí theo hướng ngược lại, và điều này sau đó được xác nhận bởi gateman phụ trách giao lộ.
Một số nhân chứng cho rằng tàu không thổi còi khi nó đến gần đám đông khán giả. Người lái xe nói rằng cả hai đều háo hức và áp dụng hệ thống phanh khẩn cấp nhưng đã không dừng lại hoàn toàn bởi vì đám đông đã bắt đầu đào tàu bằng đá.
Chính trị gia Quốc hội địa phương Navjot Kaur Sidhu, vợ của các thành viên của Hội đồng lập pháp cho Amritsar Đông, là khách mời danh dự tại sự kiện này. Cô cho biết cô đã rời khỏi trang web ngay trước khi xảy ra tai nạn nhưng cô đã quay trở lại ngay sau khi nghe về nó. Sidhu cũng nói rằng lễ kỷ niệm được tổ chức ở đó hàng năm và các cơ quan đường sắt đã được cảnh báo trước sự cần thiết phải kiểm duyệt tốc độ của họ.
Người lái xe đã báo cáo vụ tai nạn ngay lập tức cho trưởng ga Amritsar Junction  và bị cảnh sát bắt giữ để thẩm vấn. Bộ trưởng Bộ Đường sắt của Nhà nước Manoj Sinha phủ nhận bất kỳ sự cẩu thả nào về phần tài xế và nói rằng không có hành động nào chống lại ông.

## Nạn nhân
Một quan chức nói với các phóng viên rằng các quan chức được bầu đã xác nhận rằng ít nhất 59 người thiệt mạng trong vụ tai nạn. Vào tối ngày 19 tháng 10, 50 thi thể đã được phát hiện và ít nhất 50 người đã được nhận vào một bệnh viện gần đó trong khi chín thi thể khác được tìm thấy vào ngày hôm sau.
Do tác động của tàu, nhiều nạn nhân đã bị chia cắt hoặc cắt xén ngoài sự công nhận, điều này đã làm trì hoãn nhận dạng cơ thể.